# Jožefov studenec
Jožefov studenec je pokrit dvoprekatni pretočni studenec v predelu Maribora, imenovanem Studenci. 
Jožefov studenec je eden od številnih studencev, ki so jih ustvarili potoki in hudourniki, ki pritečejo s Pohorja in se izlivajo v reko Dravo. Po njih je ta predel Maribora tudi dobil ime. Jožefov studenec stoji ob ulici Ob izvirkih.

## Zgodovina
Ob vodnih izvirih ob vznožju cerkve sv. Jožefa na Studencih v Mariboru so perice že od nekdaj prale perilo. 
Na tem območju so leta 1878 še stale stope, papirni mlin in tovarna lepenke.
Olepševalno društvo je leta 1930 postavilo dvoprekaktni pretočni studenec, nekaj kasneje pa je bila urejena še pokrita javna pralnica za perilo. Prvo korito je bilo namenjeno pranju, drugo pa splakovanju perila. 
Objekt je bil leta 2002 povsem prenovljen, pri čemer sta sodelovali Mestna občina Maribor in družba Helios Domžale. 
Na Jožefovem studencu so prali perilo vse do šestdesetih let 20. stoletja, ko se je začela širša uporaba pralnih strojev. Danes predstavlja Jožefov studenec etnološko in turistično znamenitost, vključno s kapelico iz 19. stoletja v neposredni bližini pa tvori lep ambient na dravski brežini. 

## Opis kompleksa
Pralnica ob Jožefovem studencu je razglašena kot kulturni spomenik in zanjo velja splošni varstveni režim za kulturne spomenike in varstveni režim za stavbe. Odlok o razglasitvi kulturnih spomenikov lokalnega pomena v Mestni občini Maribor tako opisuje spomenik:
"Kompleks ... predstavlja v betonu izdelan vodnjak ter ob njem pokrito perišče z dvema prostornima, pretočnima betonskima koritoma, ki ležita v različnih nivojih - spodnje za pranje, zgornje za splakovanje. Leseno, odprto dvokapno ostrešje z opečno kritino v vogalih podpirajo štirje oglati betonski stebri. Sam vodnjak, ki je obdan z betonskimi stenami, ima osnovno obliko pravokotnika, s poudarjenim zgornjim delom, kjer se nahaja profiliran napis »Jožefov studenec«, na obeh straneh v kvadratnih poljih pa monograma iz inicialk. Stenska odprtina za iztek vode v oblikovan betonski podstavek je izdelana kot zvezda ali cvet, nad njo je letnica 1930."

## Pitna voda
Danes je do Jožefovega studenca speljan mestni vodovod. 
Na studenec je nameščena pipa, iz katere priteče pitna voda iz sistema Mariborskega vodovoda.

## Spominska prireditev
V spomin na težaško delo peric, ki so prale in splakovale perilo ob Jožefovem studencu, so Turistično društvo Studenci, Vrtec Studenci in Osnovna šola Janka Padežnika obudili prireditev Perice na Studencih. 
Osnovna šola Janka Padežnika se je leta 2013 v projekt vključila tudi v okviru Unescovega projekta Mladi posvojijo spomenik.

## Kolesarska in pešpot Studenčnica
Jožefov studenec je izhodiščna in zaključna točka kolesarske in peš poti Studenčnica.
Nekoliko nižje, ob Dravi, poteka tudi kolesarska pot Drava bike.